# كونيو ناغاياما
كونيو ناغاياما (باليابانية: 永山 邦夫) (16 سبتمبر 1970 في كاناغاوا في اليابان – )؛ هو لاعب كرة قدم ياباني سابق كان يلعب كلاعب وسط.

## وصلات خارجية
- كونيو ناغاياما على موقع رابطة كرة القدم اليابانية للمحترفين (اليابانية)
- كونيو ناغاياما على موقع عالم كرة القدم.نت (الإنجليزية)